# Robert Navarro Martínez
Robert Navarro Martínez (Barcelona?, 1955 - Barcelona, 2 de juliol de 1984) fou un jugador de tennis de taula català.
Competí amb diversos equips com el Club de 7 a 9, el Club 21, la Penya Solera i el Club Ariel, amb el qual es proclamà campió d'Espanya per equips (1977). A nivell individual, guanyà tres Campionats d'Espanya de dobles, fent parella amb Orlando Saña (1973, 1974, 1977). En l'àmbit provincial, aconseguí un Campionat de Barcelona individual i de dobles, també amb Orlando Saña, el 1975. Fou internacional amb la selecció espanyola.